# Autónimo
Un autónimo (del griego clásico αὐτός [autós] ‘propio’, ‘por sí mismo’ y del dórico y eólico ὄνυμα [ónyma], variación del ático ὄνομα [ónoma] ‘nombre’) es la denominación étnica, o etnónimo, con el que se autodenomina una comunidad cultural, lingüística, étnica o nacional.[cita requerida] El término «autónimo» es antónimo de exónimo, o nombre con el que otra comunidad denomina a una dada, y a su vez es sinónimo de endónimo.
Existe una creciente tendencia actual a denominar a los diferentes grupos humanos por su propio autónimo, ya que históricamente muchos etnónimos son en realidad exónimos peyorativos, no muy favorables o erróneos para la comunidad referida: inuit en vez de esquimal (comedor de carne cruda) o purépecha en vez de tarasco (suegro) . 
Endónimo hace referencia más comúnmente al nombre de un lugar geográfico o país en la lengua de los habitantes locales, frente al exónimo proporcionado por otros pueblos (Thames en inglés, pero Támesis en español o Hayastan en armenio, pero Armenia en español).

## Significados frecuentes
En muchos grupos humanos, especialmente en pequeñas sociedades, es la palabra común para «hombre». Es decir, muchos autónimos simplemente significan 'hombre, hombre recto, gente, tierra'. 

### «Hombres rectos» y xenofobia

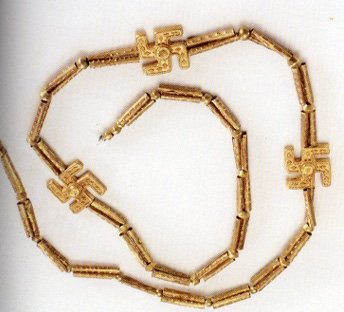
Collar procedente de Gilan, Irán, milenio I a. C., Museo Nacional de Irán.
En el deformante ideario racista alemán del siglo XIX se interpretó que la swástika era el "símbolo ario más antiguo" hecho que influyó en que fuera adoptado por los nazis.

El hecho de que en muchas culturas el propio autónimo signifique sencillamente 'hombre' u 'hombre honorable o recto', tiene su origen en los sentimientos etnocentristas de identificación positiva con el propio grupo. Sin embargo, ese hecho - unido a que a veces las personas fuera del propio grupo étnico sean nombradas con un nombre común despectivo - está correlacionado con actitudes negativas, xenófobas e incluso racistas. Un ejemplo de ello es el uso racista de la palabra «ario». Originalmente dicho término, que procede del autónimo de los antiguos indoiranios, significaría 'hombre honorable', y su reflejo en lenguas iranias es neutral: en avéstico es ariya, en persa se tiene Īrān, que a su vez deriva del persa antiguo Ayran, 'país de los arios', en osetio se tiene īron (< *aryānah) '[idioma] osético' y a su vez está relacionado con el autónimo de los alanos *älon (< *alān-); en el sánscrito védico de la India el término cognado de los anteriores es ārya 'noble, honorable', aunque parece derivar del autónimo indoiranio. Sin embargo, el hecho de que la esvástica fuera un signo común entre algunos pueblos indoiranios antiguos llevó a algunos racistas alemanes del siglo XIX a interpretarla como el «signo ario más antiguo conocido»; aquí debe interpretarse "ario" en la deformación racista, que más tarde inspiraría parte de las ideas racistas de los nazis.

### Autoglotónimos: «Lengua de los hombres»
Igualmente el nombre de muchos autónimos para lenguas (autoglotónimos) es claramente etnocéntrico, sugiriendo que la propia lengua es en algún sentido mejor o superior a las otras. Muchos de los autoglotónimos significan simplemente 'el habla [clara]' , 'la lengua de la tierra' o 'la lengua de los hombres'. Algunos ejemplos de esto: náhuatl, 'sonido claro o agradable'; chedungun, 'lengua de la gente'; 'quechua' en quechua es runasimi 'boca/lengua de los hombres'.
Por el contrario, los exónimos y exoglotónimos tienen frecuentemente significados despectivos,  'gente hostil', 'gente de habla incompresible o balbuceante' (en este caso se usan onomatopeyas tipo: bar-bar-, bla bla o pol-pol-,...).

### Lenguas urálicas
Algunos autónimos de las lenguas urálicas muestran cómo dicho autónimo hace referencia frecuentemente a las palabras 'hombre', 'marido' o algún nombre común asociado a un modo de vida tradicional más antiguo:
- El autónimo de los Komi (Komi, en komi-ziriano) derivaría del protourálico *koj(e)-mɜ 'hombre, ser humano'[3] y estaría emparentado con el húngaro hím, mansi kom / kum (aunque el término parece un préstamo muy difundido en Eurasia, en lenguas altaicas: turco kün, mongol kümün,[4] en indoeuropeo se tiene *ghum-an-, lat. humānus, germ. guma).
- El autónimo de los udmurtos udmurt se interpreta a partir del préstamo indoeuropeo -murt (< IE *mort-) 'hombre, mortal'.
- El actual exónimo de los mordvinos mordva se cree que deriva del antiguo autónimo de dichos pueblos, en el dialecto erzya se tiene miŕd'e, 'hombre, marido y en el dialecto Moksha el término equivalente es miŕd'ä.
- El autónimo de los cheremís mari, 'hombre, varón', es de origen desconocido, y se ha conjeturado que también podría ser de origen indoeuropeo.
- El autónimo de los estonios viro / viru se considera que derivaría de la raíz indoeuropea *vir(os) 'hombre, varón'.
- Los autónimos de varios pueblos samoyedos son nenet (idioma nenezo), enes (idioma enet) y nganasan (idioma nganasan) , todos ellos significan 'ser humano'.
- El autónimo de los carelios Karjala aparece también como formante de topónimos en Finlandia y Estonia. Se considera que dicho autónimo está conectado con el finés karja,'ganado, rebaño', y 'karjalainen', 'pastor',

## Ejemplos clasificados

### Autónimos que sustituyen a exónimos peyorativos
| autónimo                                    | exónimo                               | origen                        |
| ------------------------------------------- | ------------------------------------- | ----------------------------- |
| Inuit/Inuktituk 'hombres'                   | Esquimal 'comedor de pescado crudo'   | algonquino                    |
| Kaniengehaga 'gente del lugar del pedernal' | Mohawk 'comedor de carne humana'      | algonquino                    |
| (varios)                                    | bárbaros 'balbuceante'                | griego (usado luego en latín) |
| N'dée                                       | Apache 'enemigo'                      | zuñi                          |
| amazigh                                     | bereber 'balbuceante'                 | árabe (préstamo griego)       |
| Ngiwa                                       | Popoloca 'tartamudo, balbuceante'     | náhuatl                       |
| (Varios)                                    | Popoluca 'tartamudo, balbuceante'     | náhuatl                       |
| Wixarika                                    | huichol huītz-chol-oā 'salir huyendo' | náhuatl                       |
| (varios)                                    | chichimeca 'gente-perro'              | náhuatl                       |
| Qom                                         | toba 'frentones'                      | guaraní                       |
| tegüima 'hombres'                           | ópata 'gente hostil'                  | pima bajo                     |
| Saami                                       | Lapón 'harapientos'                   | noruego                       |
| kawésqar 'persona'                          | alacalufe 'comedor de mejillones'     | yagán (?)                     |
| Asháninca                                   | Campa                                 | quechua (?)                   |
| mapuche 'nativo'                            | araucano 'habitante de Arauco         | español                       |

### Autónimos que sustituyen a exónimos erróneos
- Ayuukjä'äy - Mixe (varón, hombre)